# 蒂埃里·雷诺
蒂埃里·雷诺（法語：Thierry Renault，1959年3月5日—），法国男子赛艇运动员，主攻轻量级项目。他曾代表法国参加世界赛艇锦标赛，获得一枚金牌、四枚银牌和二枚铜牌。